# Svenska Rayon-aktiebolaget
Svenska Rayon-aktiebolaget (SRA) var ett svenskt företag inom syntetmaterialbranschen. Verksamheten startade i Älvenäs söder om tätorten Vålberg utanför Karlstad år 1942, fram till 1947 verksamt under namnet AB Cellull. Fabriken var ursprungligen en ansats till att förse Sveriges textilindustri med råvara under landets avspärrning under andra världskriget. Verksamheten avstannade när Svenska Rayon AB gick i konkurs hösten 2003. Fabriken lades slutligen ner i mars 2004. Idag används Svenska Rayon AB:s gamla fabriksområde i Älvenäs av andra företag.

## Historia

### Grundande

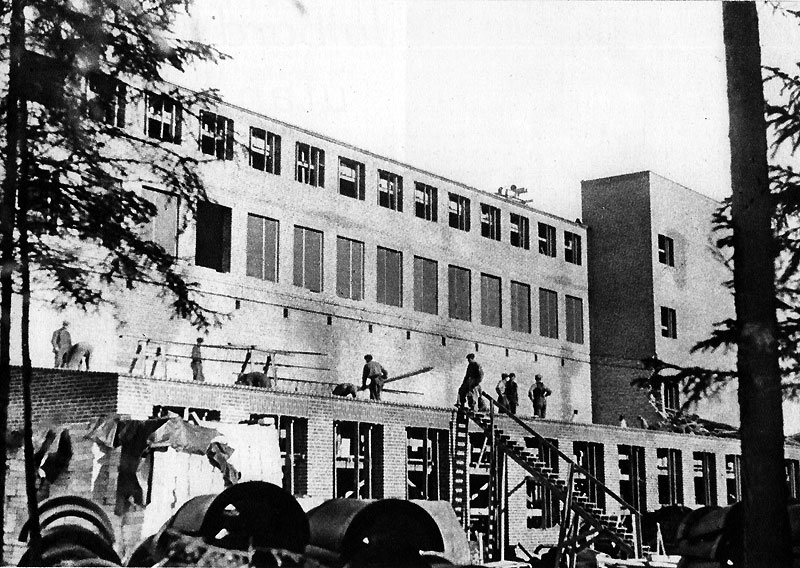
Cellullfabriken under byggnad i Älvenäs 1941.

Kooperativa förbundet (KF) anlade Älvenäs cellullfabrik år 1941 för tillverkning av cellull. Verksamheten startade år 1942. Syftet med fabriken var att skapa inhemsk produktion av textilier, då Sverige var avspärrat och utrikeshandeln var starkt begränsad under det pågående världskriget. Cellullen var tänkt att ersätta den bomull och ylle som tidigare importerats. KF kom att äga hälften av bolaget och privata intressenter resten.

### Expansion
Frågan början var tanken att cellullfabriken skulle läggas ned efter kriget. Men bolagets produkter var så efterfrågade att tillverkningen fick fortsätta. Produktionen av rayonull skulle snart också komma att kombineras med produktion av rayonsilke i syfte att ge fabriken en framtida positiv utveckling.
Det engelska företaget Courtaulds Limited förvärvade patenträttigheter för Europa för en kontinuerlig metod för produktion av rayonsilke efter andra världskriget. AB Cellull ingick ett avtal med Courtaulds Limited i mars 1946 som innebar att pantenrättigheterna överläts på AB Cellull. De två bolagen skulle också inleda ett tekniskt samarbete. En fabrik för tillverkning av rayonsilke skulle nu komma att uppföras mitt emot cellullfabriken i slutet av 1940-talet. Fabriken byggdes på den östra sidan av den tidigare badstranden och uppfördes i en enda enhet. Hela maskinparken köptes från Courtaulds Limited, med undantag för en maskin som införskaffades från USA. Den stora textilspinnmaskinen var hela tre etage hög och bestod av ett spinndäck, ett processdäck och ett tvinndäck. Byggnationen genomfördes av företaget Svenska Entreprenad AB, som senare överlät kontraktet till AB Skånska cementgjuteriet. Spräng- och schaktarbeten påbörjas under hösten 1946 och det första försöket med produktion av rayonsilke i den nya fabriken genomfördes i november 1949. Fabriken i Älvenäs skulle komma att besökas av FN:s generalsekreterare Trygve Lie i slutet av juli 1951. Lie besökte fabriken på uppmaning av Tage Erlander. Han beskrev fabriken som "en meget pen bedrift".

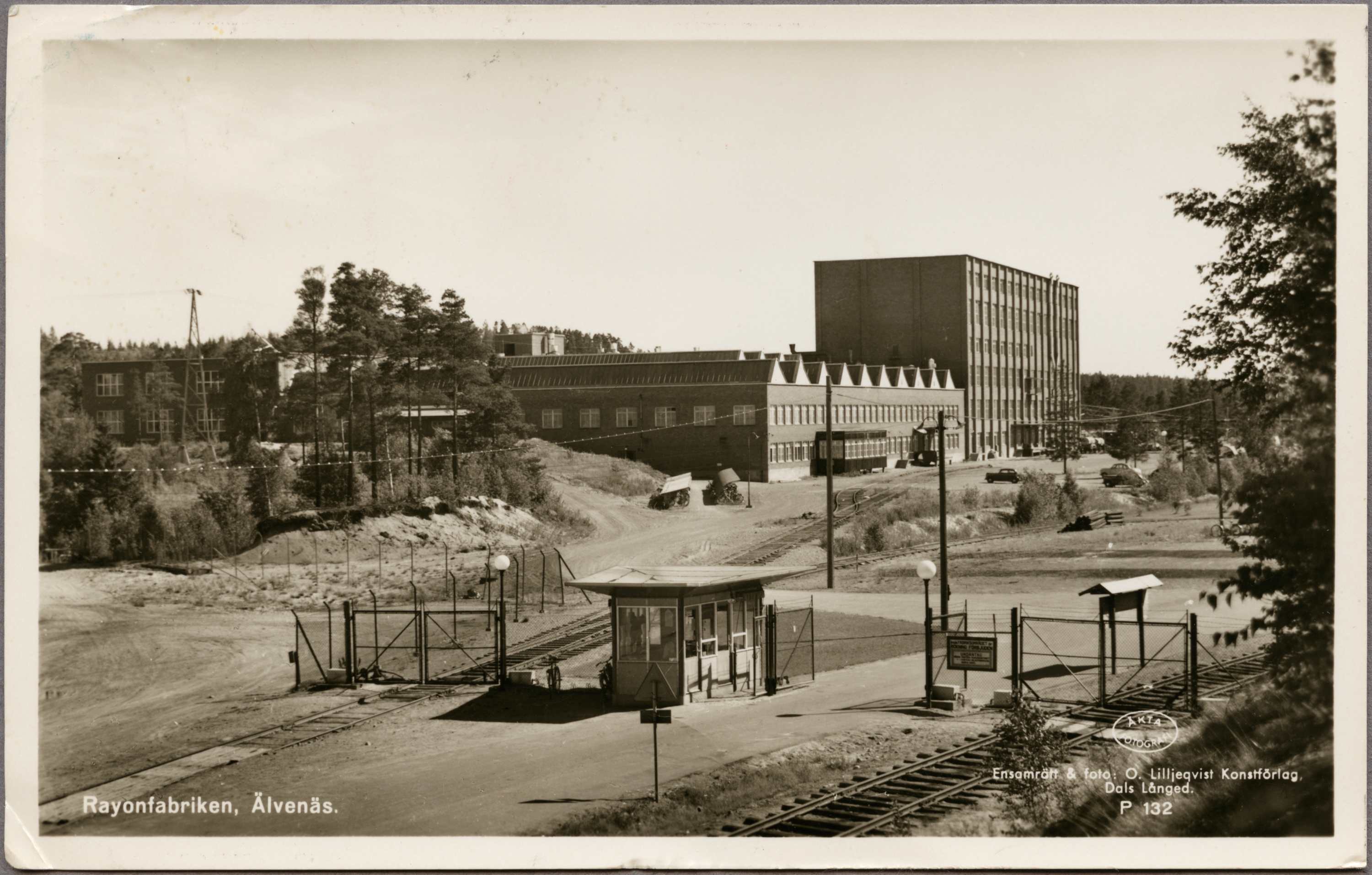
Silkesfabriken på vykort från 1956.

Silkesfabriken beräknades kunna producera 2 500 ton per år. Hälften av produktionen skulle utgöras av rayoncord, som användes i bildäck, och andra hälften av rayonsilke för textilindustrin. Överingenjör Rune Wirén utsågs till chef för silkesfabriken. Fabriken uppnådde full produktion av rayonsilke och rayoncord redan år 1952, trots försenade leveranser av maskiner. Samma år startade bolaget ett cordväveri i Kristinehamn. Produktionen i silkesfabriken uppnådde omedelbart en internationellt sett hög kvalité. Trots att den manuella behandlingen skulle vara minimal vid användning av metoden för kontinuerlig produktion av rayonsilke var silkesfabriken betydligt mer personalkrävande än cellullfabriken. Jämsides med byggandes av silkesfabriken uppfördes därför 42 nya enfamiljshus i samhället Älvenäs och 150 lägenheter i bostadsområdet Gökhöjden. Antalet anställda i fabriken var cirka 1 200 i början av 1950-talet.
AB Cellull bytte namn till Svenska Rayon AB den 1 september 1947.
Bolaget drabbades av textilkrisen i början av 1950-talet. Krisen ledde till stora prissänkningar. Enbart den svenska textilindustrins inköp halverades jämfört med föregående år när krisen  var som störst år 1952. Bolaget räddades från stora förluster tack vare den stora efterfrågan på rayoncord. Den kommande tioårsperioden i bolagets historia skulle  vara framgångsrik. Textilkrisen hade vänt redan år 1953. Även om försäljningen på den svenska marknaden fortsatte att minska, kompenserades detta av en stigande export. Spinnfärgad ull och textilsilke började att tillverkas år 1955 och blev snabbt efterfrågat av kunderna. Fibern visade sig vara tålig och tillverkades i en rad olika färgnyanser. På grund av framgången med cordprodukterna beslutade bolaget att införskaffa en ny cordmaskin år 1954. Den nya maskinen togs i bruk år 1956 och kapaciteten beräknades att höjas från 2 400 ton per år till 3 600 ton per år. För att ytterligare höja produktionen av rayoncord omändrades även två spinnmaskiner från textilsilkestillverkning till cordtillverkning år 1959.
Svenska Rayon AB var en pionjär inom svenskt näringsliv när det gällde systemet med differentierad semester. Genom detta system kunde semestern spridas ut över året och produktionen hållas igång när den övriga industrin stängde för den traditionella sommarsemestern. Systemet innebar bland annat att bolaget ordnade subventionerade resor till Sydeuropa för dem som tog ut sin semester på våren eller hösten. Exempelvis kostade en tvåveckorsresa till Rimini 400 kr för en anställd med fru år 1959.

### Samarbete med Courtaulds Limited
Samarbetet mellan KF och de privata intressenterna börja knaka i fogarna i slutet av 1950-talet. Textilindustrin var inte längre lika beroende av produktionen vid Svenska Rayon AB och flera ville gå egna vägar. KF hade vid flera tlilfällen fått problem med företrädarna för de 166 privata intressenterna när beslut skulle fattas. KF köpte slutligen ut samtliga privata intressenter år 1959. Svenska Rayon AB var nu ett helägd kooperativt bolag. Bolaget sålde merparten av sin produktion utanför den kooperativa sfären och utanför Sverige. Bolaget skulle komma att exportera produkter till hela 82 länder i världen. Svenska Rayon AB var nordens största bolag inom sin industrigren, men mindre än sina internationella konkurrenter. Bolaget var i behov av kapitaltillskott för att bland annat finansiera forskning och utveckling. KF var fast beslutet att garantera bolagets framtid, inte minst eftersom hela Vålberg var beroende av dess existens. Svenska Rayon AB hade sedan starten haft ett visst samarbete Courtaulds Limited. Coutaulds Limited var en betydande internationell koncern med 150 fabriker och 63 000 anställda år 1963. Svenska Rayon hade tidigare framfört förslag om ett närmare samarbete vid sidan om licensavtalet, men utan framgång. Svenska Rayon AB kunde gå in på den brittiska marknaden och konkurrera med Courtaulds Limited när EFTA bilades år 1960. Bolaget lyckade snabbt skapa en god marknad för sin rayonull i England. Courtaulds Limited skulle därefter själv ta initiativ till ett samarbete mellan bolagen år 1963.
KF hade goda erfarenheter av tidigare samverkan med Courtaulds Limited och gick med på ett långtgående samarbete. Samarbetet innebar att Courtaulds Limited övertog 49 % av akierna i Svenska Rayon AB, medan KF behåll resten. Bolagets aktiekapital höjdes från 2 236 000 kr till 12 000 000 kr. Delägarna förband sig även att bland annat göra sådana investeringar som krävdes för att produktionen skulle upprätthållas på en hög teknisk nivå. Till ledamöter i bolagets styrelse utsågs fyra svenskar och tre engelsmän. KF skulle dock behålla ett starkt grepp om bolaget. Samarbetet skulle komma att leda till att Courtaulds Limited blev av med en besvärlig konkurrent, samtidigt som Svenska Rayon AB lovades tillgång till världskoncernens tekniska kunnande. Bolaget beslutade att upphöra med silkesspinningen år 1964, trots att fabriken producerade silke av högre kvalité än de stora internationella konkurrenterna. Rayonsilkesproduktionen hade dock dragits med stora problem och syntetfiber hade börjar tränga in på rayonsilkets användningsområden. Rayonsilkesfabriken kom nu istället att helt användas för cordproduktion. Även cordväveriet i Kristinehamn flyttades till rayonsilkesfabriken. Statlig offentlig upphandling garanterade driften. Under hela anläggningens drift var arbetsmiljön dålig och personalomsättningen därför hög.

### Nylonfabriken
Inom Svenska Rayon AB framfördes förslag om att börja med nylontillverkning redan i  början av 1950-talet. BASF erbjöd sina kunskaper till uppförande av en nylonfabrik, men brist på finansiering medförde att frågan bordlades. Eiser erbjöd sig att finansiera en nylonfabrik år 1956, men Svenska Rayon AB drog sig fortfarande för att satsa. Bolaget startade dock en liten produktion av lågtryckspolyeten år 1960. Produktionen blev aldrig lönsam och upphörde år 1964, men skulle komma att utgöra en slags föregångare till den framtida nylonfabriken. Rune Wirén presenterade en marknadsundersökning år 1961 som visade på dubblering av förbrukingen av nylon fram till 1965. Bolaget avslog dock hans förslag om att satsa på en nylonfabrik. Året efter visade dock Esso intresse för en nylonfabrik för att få avsättning på biprodukter från sin fabrik i Stenungsund. När Coutaulds Limited skulle gå in som delägare i Svenska Rayon AB år 1963 var ett av villkoren från Svenska Rayon AB att en nylonfabrik skulle byggas på basis av Courtaulds Limiteds know how. Courtaulds Limiteds intresse för nylontillverkning var dock låg och företagets egna kunskaper i praktiken begränsat. Courtaulds Limited föreslog att nylonfabriken skulle byggas in i cordfabriken. Detta motsatte sig dock Svenska Rayon AB. Courtaulds Limited ville även att Svenska Rayon AB endast skulle köpa in äldre maskiner från dem, istället för att köpa in modern flexibel utrusning. Nylonfabriken började byggas i januari 1965 och förlades till Vålberg, där kommunen hade erbjudit mark till självkostnadspris. Fabriksområdet ligger mellan järnvägen till Göteborg och Europaväg 45 samt norr om bostadsområdet Lärkängen. Svenska Rayon AB ignorerade Courtaulds Limiteds anvisningar och gick sin egen väg vid byggande av nylonfabriken. Bolaget lyckades tack vare detta uppnå mycket hög kvalité på sitt nylonsilke. Nylonfabriken beräknades kunna producera 600 ton per år och fabriken hade planerats så att produktionen skulle kunna fyrdubblas om marknaden expanderade. Fabrikens produktion per år var planerad att vara tillräcklig för 2,5 miljoner skjortor. Wolfgang Zimmerl utsågs till chef för nylonfabriken. Produktionen av nylon påbörjades i januari 1966.
Priserna på nylon rasade redan under byggandet av nylonfabriken och när Svenska Rayon AB introducerade sin nylonprodukt Celon hade bolaget 21 konkurrenter på marknaden, samtidigt som garnförbrukningen sjönk genom ökad import av väv och plagg. För att stödja bolaget beslutade KF att köpa en årsproduktion. Merparten av produktionen såldes dock till Svenska Charmeuse och Eiser. Priserna fortsatte att rasa under 1967 med en vändning kom 1968. Bolaget beslutade nu att öka produktionen genom ökad spinnhastighet. Courtaulds Limiteds egna spinnerier började nu köpa nylon från Svenska Rayon AB tack vare den höga kvalitén. Courtaulds Limited skulle även komma att låna över anställda från Svenska Rayon AB för att lösa produktionsproblem och bygga upp företagets egen tillverkning av nylon. Svenska Rayon AB byggde snabbt ut nylonfabriken för att möta den stora efterfrågan. Linje 2 kunde startas i november 1969 och kapaciteten var fördubblad till 1 200 ton per år i december 1969. Trots att Svenska Rayon AB nådde stora framgångar med kvalitén på sin nylon avspeglades detta inte i det ekonomiska resultatet. Nylonfabriken gick med en förlust om 7,6 miljoner kronor under de tre första åren. Knappt hade bolaget kommit i gång med sin produktion av nylon förrän marknaden försämrades kraftigt, bland annat på grund av stora volymer charmeuseväv från England och Österrike samt textilier från Jugoslavien. Svenska Rayon AB tog sin in på de österrikiska och portugisiska marknaderna under våren 1970, men samtidigt sjönk priserna kraftigt.
Svenska Rayon AB intensifierade nu sitt utvecklingsarbete inom nylonproduktionen för att få fram garntyper med hög lönsamhet. Bolaget startade bland annat tillverkning av ett trilobalt garn med namnet Trilo-Belle, som blev en succé. Bolaget hade även utvecklat ett pentalobalt garn under hösten 1972. Garnet hade goda egenskaper samt berömdes av KF och Eiser. Företagets forskning gav resultat och flera andra lönsamma objekt introducerades. Sortimentet breddades från en garnyp till ett tiotal. Produktionen av nylongarn steg under 1973. Året blev ett av de bättre i nylonfabrikens historia, men slutade ändå med förlust. Svenska Rayon AB hade inlett ett samarbete med KF:s strumpfabrik Vinneta AB i Östersund i början av 1970-talet. Samarbetet ledde dock inte till några större inköp och upphörde. När samarbetet med Vinneta upphörde, upphörde också Courhalds Limited att lämna teknisk information till Svenska Rayon AB. Råvarubrist ledde till en stor neddragning av produktionen år 1974 och polymerpriset fördubblades under året. De kraftiga prishöjningarna på nylongarn ledde dock till en markant förbättrad lönsamhet under första halvåret. Englands största anläggning för produktion av nylonråvara i Flixborough exploderade i juni 1974 och råvarubristen blev akut. Samtidigt skedde dock en stor omsvängning på fibermarknaden och efterfrågan minskade kraftigt. Svenska Rayon AB skulle nu även komma att förlora stora delar av sin kundkrets inom nylontillverkningen i Portugal och Österrike på grund av politiska och ekonomiska svårigheter.
Priserna på nylon fortsatte att rasa under 1975. Nylonfabrikens lager var nu så stort att produktionen behövde halveras. Produktionen kunde dock ökas igen, men nylonfabrikens resultatet blev katastrofalt år 1975. Förlusten uppgick till över 6 miljoner kronor. Varken KF eller Courtaulds Limited trodde längre på nylonproduktion i Älvenäs. Samråd med personalorganisationerna om nedläggning inleddes i mars 1976 och fabriken lades ner oktober samma år. Personalen kunde till övervägande del flyttas över till rayonproduktionen. Svenska Rayon AB upphörde därmed sin 16-åriga tillverkning av syntetfiber. En orsak till att bolaget misslyckades med sin satsning på nylontillverkning kan ha varit att bolaget startade för sent. Hade bolaget satsat tio år tidigare hade bolaget eventuellt haft ett vinstkapital att möta de svåra åren med. När fabriken kom igång var nylonskjortor redan på utgående, till förmån för skjortor i annat material.

### Prövningar och staligt stöd
Svenska Rayon AB hade som flest anställda i mitten av 1960-talet, då bolaget sysselsatte cirka 1 500 personer. Samarbetet med Courtaulds Limited ledde till stora förhoppningar i bolaget. Tillgången till Coutaulds Limited forskningsresultat gjorde att Svenska Rayon AB kunde hävda sig i den internationella konkurrensen. Inledningsvis kunde bolaget dra ner på det mycket kostnadskrävande utvecklingsarbetet genom att förskjuta forskningen från processutveckling till textilutveckling samt stoppa ull- och cordexperimenten. Svenska Rayon AB skulle dock möta flera prövningar från mitten av 1960-talet. Priset på rayonull sjönk samtidigt som försäljningen av cordgarn minskade på grund av den minskade biltillverkningen. Bolaget tvingades att minska cordproduktionen, vilket ledde till friställning av personal. En stor exportorder i december 1966 gjorde dock att det var möjligt att öka produktionen, men försäljningsresultatet sjönk ändå med 12 miljoner kronor under året. Försäljningen av rayoncord skulle komma att sjunka under ett par år, med hade återhämtat sig år 1969. Bolagets omsättningen nådde 113 miljoner kronor år 1969, främst tack vare de förbättrade exportpriserna och den ökade efterfrågan på rayonull.
Samarbetet med Courtaulds Limited innebar inte dock endast möjligheter, utan även väsentliga begränsningar. När Svenska Rayon AB gjorde sina första försök på den Engelska marknaden år 1960 hade Courtaulds Limited haft nära monopol på den engelska marknaden i  25 år. Flera textilföretag i England visade intressen för Svenska Rayon AB:s produkter. Försäljningen i England uppgick till 3 000 ton år 1963 och det fanns förhoppningar om en stor exportökning under år 1964. Det var också nu som Courtaulds Limited föreslog ett samarbete. Svenska Rayon AB:s ansträngningar i England resulterade i en ordstock om 2 500 ton vid årsskiftet 1963–1964, vilket gav en prognos om 5 000 ton för hela året. Samarbetet med Courtaulds Limited skulle dock innebär att Svenska Rayon AB:s försäljning i England behövde begränsas till 2 500 ton. Detta innebar att Svenska Rayon AB förlorade nära 1 miljon kronor under samarbetets första år. Courtaulds Limited tog även över agenturen, varpå kundkontakter inte följdes upp lika effektiv och nya order inte kom in med samma kontinuitet. Följden blev att försäljningen år 1965 underskred den gräns om 2 500 ton som hade fastställs med 400 ton. Svårigheterna fortsatte under 1966, vilket resulterade i ett försäljningsunderskott om 500 ton som fick säljas i Ryssland med ett inkomstbortfall om 600 000 kr. Svensk Rayon AB tilläts dock öka sin försäljning i England år 1967, då efterfrågan på rayonull var mycket stor. Bolaget fick nu leverera 3 600 ton. Vid fri försäljning skulle kvantiteten eventuell ha kunnat fördubblas. Bolagets belades med nya begränsningar på sin försäljning av rayonull i England under 1968, samtidigt Courtaulds Limited istället ökade sin försäljning av rayonull i England. Courtaulds Limited bedrev även agentur åt bland annat norska A/S Borregaard. Courtaulds Limited beordrades att upphöra med denna verksamhet av monopolkommissionen år 1969. Verksamheten ansågs monopolbildande. Svenska Rayon AB fick därefter hitta en ny agent. Courtaulds Limiteds bearbetning av den engelska marknaden hade varit ständigt avtagande. Antalet kunder hade sjunkit från 16 till 6 i juni 1969. Försäljningen sjönk därför till 1 500 ton för året. Svenska Rayon AB lyckades dock att höja försäljningen i England till 3 400 ton under efterföljande år. Detta var dock inte uppskattat av bolagets samarbetsparter Courtaulds Limited, som protesterade. Courtaulds Limited gick dock med på att höja exportbegränsningen till 3 000 ton. Om Svenska Rayon AB inte hade ingått sitt samarbetsavtal med Courtaulds Limited hade bolaget eventuellt kunnat fördubbla sina årliga försäljningsresultat mellan år 1965 och 1970, vilket hade gett miljoner kronor i ytterligare inkomster. Mot detta ska dock ställas de eventuella fördelar som Svenska Rayon AB fick genom att kunna nyttja Courtaulds Limiteds tekniska kunnande. År 1977 förvärvade KF slutligen samtliga Courtalds Limiteds aktier i Svenska Rayon AB och stod därefter åter som ensamägare av bolaget.
Svenska Rayon AB var inne i en positivt trend i början av 1970-talet. En ny anläggning för tvättning av rayonullkabel och skärning av korthuggen fiber för nonwoven togs i bruk å 1970. Anläggningen utökades med en ny spinngata år 1973, vilket medförde en ökning av produktionen till närmare 2 000 ton per år. Produktutvecklingen inriktades huvudsakligen mot nonwovens, spinnfärgad rayonull enligt bolagets färgsystem och på nya nylonkvalitéer. Fabriken drabbades dock av en mycket omfattande brand den 15 juni 1971. Hela 13 spinnmaskiner totalförstördes i branden, vilket orsakade svåra driftstörningar.  Marknaden för ranyoncord försämrades i början av 1970-talet. Efterfrågan på kortfiber var dock stigande och rayonullen slog försäljningsvillkor ned en försäljning om nära 34 000 ton år 1973. Utvecklingen var lovande under år 1972 och 1973, men bolaget skulle nu möta ett av sina mest dramatiska år. Svenska Rayon AB var till 80 % beroende av export för sin försäljning. En internationell kris ledde till kraftigt sjunkande försäljningssiffror 1974. Produktionen av rayonull skars ned med 30 %  under hösten och produktionen av rayoncord gick ner till mindre än 50 % av sin normala nivå. Den internationella krisen hade sitt ursprung i oljekrisen 1973.
Tack vare goda priser under början av året kunde Svenska Rayon AB ändå gå med vinst år 1974. Den internationella textilindustrin hade förväntat sig en brist på råvaror och köpt på sig stora lager. Detta ledde till stigande priser. Men en minskad efterfrågan på textilvaror i framför allt USA och Japan ledde nu till ett minskat behov av textilfiber av alla slag. Ett kristillstånd inom textilindustri rådde i stora delar av världen vid årsskiftet 1974-1974, vilket resulterade i en motsvarande kris i konstfiberindustrin. Japan drabbades hårdast av krisen och dumpade sina priser på fiberproduktion i bland annat Europa. Världsmarknadspriserna sjönk snart med 50 %. Detta ledde till stora problem för den Europeiska konstfiberindustrin. Den internationella marknaden störtdök och Svenska Rayon AB drogs med i fallet. Bolaget mötte samtidigt stora svårigheter inom försäljningen av rayoncord. Cordsektorn hade redan innan krisen blivit allt svagare. Försäljningen minskade nu även på grund av en sjunkande konjunktur, en starkt minskad efterfrågan till följd av bilbranschens tillbakagång under oljekrisen och däcktillverkarnas övergång från textilcord till stålcord. Det stod snart klart att tillverkningen av rayoncord också skulle tvingas upphöra. Det skulle komma att påverka 225 anställda.
Svenska Rayon AB upphörde med tillverkningen av rayoncord i mars 1975. Den sista maskinen stoppades i november 1975. En maskin bevarades dock av beredskapsskäl efter en överenskommelse med Överstyrelsen för ekonomiskt försvar (ÖEF). För att milda effekterna av nedläggningen beslutade bolaget att starta upp produktion av modalfiber, som en av få tillverkare i världen. Anläggningen för tillverkningen av modalfiber togs i bruk i början av 1977. Nylonfabriken hade dragits med förluster sedan starten och fabriken lades ner i oktober 1976. Svenska Rayon AB skulle få svårt att avyttra den tomma fabriken. Detta skulle komma att utgöra en ekonomisk belastning för bolaget under flera år. Svenska Rayon AB gick med vinst mellan år 1971 och 1974. Bolaget visade ett rekordöverskott om 28,6 miljoner kronor under 1974.  Den internationella textilkrisen ledde dock till att bolagets lönsamhet kördes i botten år 1975. Bolaget skulle från och med nu komma att redovisa förlustsiffror. Det samlade underskottet för åren 1975 till 1978 uppgick till 106 miljoner kronor.
Svenska Rayon AB skulle nu återkommande vända sig till ÖEF med ansökningar om pengar. Bolagsledningen beskrev företagets dystra utsikter i en skrivelse till ÖEF i januari 1977. Bolagsledningen meddelade att de arbetade med två åtgärder för att öka lönsamheten, bland annat en koncentration på tillverkningen av modalfiber. Vidare undersökte bolaget möjligheten att gå samman med norska A/S Borregaard. Svenska Rayon AB genomförde överläggningar med ÖEF under 1977 om täckning av beredskapskostnader samt avskrivningslån för investeringar. Bolaget skulle nu rekonstrueras enligt en plan som hade upprättats av KF, bolagsledningen och personalorganisationerna. Omläggningen skulle innebära att tillverkningen rationaliserades och inriktades på fiberprodukter som viktiga för Sveriges krisberedskap. 
KF skulle  i gengäld åta sig att täcka eventuella förluster genom koncernbidrag efter den finansiella rekonstruktionen av bolaget år 1978. Omstruktureringarna var initialt beräknade att kosta 90 miljoner kronor. Planerna modifierades dock något och kostnaden stannade på 70 miljoner kronor. Svenska Rayon AB ansökte om 56 miljoner i statligt stöd år 1977. Det första av tre större avtal med ÖEF tecknades i maj 1978. Bolaget erhöll nu 37 miljoner kronor i avskrivningslån för omläggningen av tillverkningen. De omstruktureringsplaner som nu hade tillkommit genom avtal med staten benämndes Projekt 81. Projektet var i det närmaste slutfört redan 1980. Fabriken hade nu moderniserats för framtiden, med bland annat ny automatiserad viskosbehandling, nya indunstare, automatisk balningsutrustning och automatiserad eftermogning.
Svenska Rayon AB skulle vara ett av de företag i Sverige som fick mest stöd av staten efter år 1972.  Syftet med stödet var att bevara en inhemsk produktion av rayonull för att Sverige skulle vara självförsörjande i händelse av en avspärrning. Svenska Rayon AB var ett unikt företag i svensk industri. Bolaget var det enda företaget i Sverige som tillverkade rayonull. Riksdagen beslutade år 1972 att införa så kallade avskrivningslån. Avskrivningslånen skulle komma att vara den vanligaste stödformen till krisande svensk industri.  Avskrivningslånen var avsedda för företag som bedömdes vara viktiga för landets försörjningsberedskap. Ett avskrivningslån var tänkt att vara ett ränte- och amorteringsfritt lån som företag skulle kunna erhålla efter ansökan hos ÖEF. Lånet var skulle täcka investeringskostnader med 50 procent, efter ett särskilt avtal med ÖEF. De olika låneformerna skulle dock komma att skilja sig åt och avskrivningslånen ersattes så småningom av andra stödformer, såsom beredskapslån.
Omedelbart efter att riksdagen hade beslutat om införandet av avskrivningslånen inkom en ansökan från Svenska Rayon AB. Bolagets situation hade blivit allt mer pressad, framförallt på grund av att efterfrågan på rayoncord hade sjunkit kraftigt år 1972. Ansökan ledde till ett första avtal med ÖEF där bolaget beviljades ett lån om 748 500 kr. I avtalet reglerades bolagets åtagande för beredskapspolitiken. Svenska Rayon AB åtog sig bland annat att under en period om 10 år upprätthålla en årlig produktion om 15 000 ton rayonull. För att finansiera omställningen till tillverkningen av modalfiber fick bolaget ett avskrivningslån om 10 miljoner kronor under år 1975. Summan räckte dock inte till ombyggnaden av fabriken, så bolaget beviljades ytterligare 4 miljoner i avskrivninglån år 1977. Staten skulle komma att betala ut 211 miljoner kronor i olika beredskapslån till Svenska Rayon AB från 1973. Utöver beredskapslån fick bolaget även andra former av stöd, såsom äldrestöd år 1977. Totalt beräknas Svenska Rayon AB ha fått cirka 250 miljoner kronor i stöd från staten fram till år 1983.

### Nedgång
Svenska Rayon AB träffade ett nytt femårigt avtal med staten om beredskapsproduktion år 1982. Exportmarknaden för rayonprodukter svajade, men bolaget hjälptes av ett antal fabriksnedläggningar på andra håll i världen som ledde till att den globala produktionen minskade. Svenska Rayon AB kom nu att satsa tydligare på hygiensektorn. Fabriken låg på sin högsta produktion någonsin under åren 1983 och 1984, men trots detta gick bolaget med förlust. Produktionen av modalfiber upphörde år 1985. År 1986 var antalet anställda nere i 450 personer.
KFI AB tillsatte Carl-Axel Rönnbo som ny VD för Svenska Rayon AB i oktober 1986. Bolaget delades nu upp i två enheter. Den ena enheten var Svenska Viskos, som skulle stå för produktion och försäljning. Den andra enheten var Älvenäs Industriservice, som skulle stå för teknisk och administrativ service inom bolaget. Denna enhet skulle också arbeta aktivt för att fylla silkesfabriken med ny verksamhet. I silkesfabriken etablerades nu ett industrihotell. År 1988 arbetade 200 personer vid ett tiotal företag i det industrihotell som hade etablerats i silkesfabriken.
Beredskapsavtalet med ÖEF gick ut år 1987, men Svenska Rayon AB ingick ett nytt avtal med ÖEF som säkerställde beredskapsproduktion även efter 1988. Denna beredskapsproduktion skulle dock inte omfatta mer än 5 000 årston och ge cirka 125 personr arbete. Produktionen vid Svenska Rayon AB minskade från mitten av 1980-talet och i slutet av 1980-talet hade fabriken endast cirka 300 anställda. Bolaget gick med förlust även år 1986. Resultatet var dock bättre än budgeterat. Åren 1987 och 1988 gick Svenska Rayon AB med vinst.
I november 1987 fick personalen besked att Norrköpingsföretaget Teno AB hade beslutat att flytta sin produktion av wettexduken till Svenska Rayon AB:s lokaler i Älvenäs. Även Teno AB ägdes av KF:s industribolag KFI AB. Wettexduken var en cellullprodukt som skulle passa väl in i Svensk Rayon AB:s produktion. Den planerade etableringen blev dock aldrig av. I mars 1989 beslutade KFI AB om en nedläggning av Svenska Rayon AB:s viskosproduktion. Beskedet kom som en chock för personalen. Så sent som månaden innan hade facket och bolaget förhandlat om att hålla produktionen i gång under sommaren på grund av det goda orderläget och den gynnsamma prisutvecklingen. Men ledningen pekade på de många förlustår som bolaget hade bakom sig. Det fanns dock köpare som var intresserade av att driva verksamheten vidare. Efter förhandlingar såldes Svenska Rayon AB till AB Fiberduk i augusti 1989. AB Fiberduk hade varit en av bolagets kunder. Bakom AB Fiberduk stod  Per Andersson, som var Malmöbo, ekonom och ensam ägare av företaget Fiberduk.
Med AB Fiberduk som ägare genomfördes kraftiga rationaliseringar, men också stora investeringar i bättre arbetsmiljö. För att minska utsläppen av svavel satsade bolaget även 10 miljoner kronor på en gasolanläggning som ersatte oljeeldningen. Bolaget hade förhoppningar på framgång inom hygiensektorn med sin nya klorfria fiber. Samtidigt hade en nedgång i konjunkturen börjat märkas redan 1990. Överkapaciteten inom produktion av viskos i Europa var nu mycket stor och konkurrensen hård. Bolagets problem ökade dramatiskt och en första konkurs inträffade den 18 november 1992. Dagen innan konkursen hade bolaget bytt namn till AB Cellull i syfte att rädda namnet Svenska Rayon AB. Avsikten var att bolaget efter konkursen skulle rekonstrueras som Svenska Rayon AB.

### Refaat El-Sayed tar över
Ledningen för Svenska Rayon AB hade tagit fram ett rekonstruktionsförslag där tanken var att moderföretaget Fibreco AB skulle överta rörelsen. Svenska Rayons AB:s VD Göran Brorsson meddelandet att Fibreco AB avsåg att fortsätta driften ungefär samma omfattning som tidigare. Sparbanken Alfa godkände dock inte det rekonstruktionsförslag som hade presenteras av Per Andersson. Konkursförvaltaren drev företaget vidare. Slutligen köptes Svenska Rayon AB upp av bolaget Hebi AB. Köpet meddelandes den 30 april 1993. Hebi AB hade Refaat El-Sayed som konsult. El-Sayed var känd som tidigare VD för bioteknikbolaget Fermenta AB. El-Sayed gjorde upp affären om Svenska Rayon AB direkt med Kronofogden i Karlstad. Vid konkursen 1992 hade Svenska Rayon AB 240 anställda. Hebi AB avsåg att driva fabriken med högst 130 anställda. 150 jobb skulle dock komma att räddas vid Svenska Rayon AB när Hebi AB tog över. 80 personer miste sina arbeten. Genom Svenska Rayon AB fick Hebi AB tillgång till klorfri konstfiber, som kunde användas i hygien- och förbandsprodukter. Genom köpet av Svenska Rayon AB ökade Hebi AB också sin omsättning fån 100 till 400 miljoner kronor per år.
Svenska Rayon AB hade haft en guldålder fram till 1970-talet, när fabriken tillverkade viskosfiber till textilindustrin och hygienindustrin samt kord till bildäck. Men i början av 1990-talet var Svenska Rayon AB en industri med stora utmaningar. Fabriken var nu sliten och försatt i konkurs och verkade dessutom ha stora problem med de giftiga kemikalier som fortfarande användes i produktionen. I poddavsnittet "När Refaat el-Sayed kom till bruket - Om Svenska Rayons uppgång och fall", som gavs ut av tidskriften Dagens Arbete år 2025, fick El-Sayed frågan vad som fick honom att satsa på en sliten industri med maskiner från 1940-talet? El-Sayed svarade att det inte bara är maskinparken som är viktig i ett bolag. Även personalen och det kunnande som finns inom bolaget utgör viktiga tillgångar och har stor betydelse. El-Sayed påpekade också att infrastrukturen i Svenska Rayon AB var mycket omfattande: all transport kunde ske med tåg och fabriken hade ett eget lok, fabriken hade också tillgång till vatten och i fabriksområdet fanns en hamn. Allt detta såg han som enorma resurser i bolaget. El-Sayed ville utnyttja den befintliga infrastrukturen vid Svenska Rayon AB för att tillverka hygienmaterial till sjukvården och få bolaget att växa som Fermenta AB en gång hade gjort.
El-Sayed var socialdemokrat, bodde i en HSB-lägenhet och hyllade de svenska värdena. Han hade en bakgrund in industrin såväl som en facklig bakgrund. Han hade en gång gång jobbat som laboratorieassistent vid Fiskeby pappersbruk i Norrköping. El-Sayed tyckte att var viktigt att förstå samhället runt Svenska Rayon AB. Genom sin fackliga bakgrund kunde han prata samma språk som de anställda inom Svenska Rayon AB samt sitta i de anställdas matsal och äta lunch tillsammans med de anställda. El-Sayed var stolt över att han ofta gick runt på fabriksgolvet hos Svenska Rayon AB. El-Sayed skulle ha tillgång till en övernattningslägenhet i Vålberg och skulle gärna komma att frottera sig med ortsborna i Vålberg på fotbollsplan.
Det var dock ingen lätt utmaning som el-Sayed tog på sig med köpet av Svenska Rayon AB. Fabriken var från 1940-talet och behövde ständigt lappas och lagas. En oförutsedd utgift direkt vid köpet blev de cirka sju miljoner som maskinparken krävde i reparationer direkt vid starten. Ledningen räknade sedan med att behöva investera ytterligare tio miljoner kronor under 1994. Det skulle visa sig svårt att modernisera Svenska Rayon AB. Så småningom började pengarna ta slut och bolaget kunde inte få det kapital som det behövde.  Bankerna sade nej. El-Sayed själv hävdar att det var "fördomar, byråkrati och tjafs"som gjorde att bankerna sade nej. I poddavsnittet "När Refaat el-Sayed kom till bruket - Om Svenska Rayons uppgång och fall" uppger att El-Sayed att bolaget till slut blev utlämnat till finanshajar och skulle behöva betala 24 procent i ränta för att få lån. Trots detta ska Svenska Rayon AB har gjort 10-15 miljoner kronor i vinst per år, enligt El-Sayed.

### Hebi AB säljer och köper tillbaka och Svenska Rayon AB gör vinst
I juli 1998 meddelande Dagens Nyheter att ett bud hade lagts på Svenska Rayon AB.  I artikeln påstods att  Hebi AB, nu Hebi Health Care AB, hade fått ett bud på cirka 200-300 miljoner för inkråmet i Svenska Rayon AB. När Hebi AB köpte Svenska Rayon AB år 1993 var köpesumman 20 miljoner kronor. Refaat El-Sayed ville dock inte uppge vem den potentielle köparen var. Under år 1998 blev till slut Svea Ekonomi ny ägare av Svenska Rayon AB.
I juli 1999 meddelade sedan Dagens Nyheter att Sjätte AP-fonden och Vätterledens Invest Aktiebolag tillsammans med Ericsson Capital hade köpt samtliga aktier i Svenska Rayon AB av Svea Ekonomi. Vid denna tid hade företaget drygt 200 anställda. De nya ägarna avsåg att tillföra bolaget nytt kapital i ett omfattande investeringsprogram. Lars Johansson, som svarade för köpet för Sjätte AP-fondens räkning, sade: ”Vi har gått igenom en plan för ett investeringsprogram så att produktionen kan effektiviseras och bli skonsammare mot miljön”. För 160 miljoner kronor var planen att skulle bolagets utsläpp skulle minska rejält.
Men tre år efter sin försäljning köpte Hebi Health Care AB tillbaka Svenska Rayon AB. I slutet av 1990-talet hade Hebi Health Care AB sålt Svenska Rayon AB för cirka 50 miljoner kontant. År 2001 köpte Hebi Health Care AB tillbaka bolaget för 16 miljoner kronor i form av en apportemission. Svenska Rayon AB:s fabrik skulle i viss mån kunna samordnas med Hebi Health Care AB:s då nyuppförda anläggningar i Egypten. Svenska Rayon AB hade 180 anställda vid den här tiden.
År 2002 omsatte Svenska Rayon AB cirka 390 miljoner kronor, vilket var fem miljoner kronor mer än år 2001. År 2002 lyckades Svenska Rayon AB också uppnå ett positivt rörelseresultat på sex miljoner kronor. Bolaget sålde produkter till hygien- och textilindustrin. Cirka 15 procent av produktionsvolymen på cirka 24 000 ton gick till Hebi Orsa, som förädlade viskos till insatsvaror till producenter av hygien- och sjukvårdsartiklar. En bakgrund till det goda resultatet år 2002 var att bolaget hade rationaliserat verksamheten de senaste åren. Bolaget hade dock även gynnats av låga massapriser. Cellulosa var en viktig råvara för Svenska Rayon AB och massapriset hade det senaste året legat lågt.

### Ny konkurs
Det fanns flera orosmoln för Svenska Rayon AB i början av 2000-talet. Bolaget var beroende av att råvarupriserna var stabila och helst låga. De giftiga kemikalierna, såsom kolsvavla och svavelväte, som hade funnits i fabriken i decennier, fanns fortfarande kvar. Maskinerna i fabriken krånglade ständigt och det var ont om reservdelar. Arbetsmiljön i fabriken hade också brister, exempelvis saknades fungerande skyddsmasker.
I en analys av Hebi Helth Care AB från år 2003 skrev analysfirman Redeye Advisory Services att det förelåg en finansiellt sett betydande risk att Svenska Rayon AB skulle behöva genomföra omfattande miljörelaterade nyinvesteringar, eftersom den dåvarande miljökoncessionen som bolaget arbetade under hade erhållits under 1980-talet. Till detta kom att bolagets VD dömdes för miljöbrott under 2002. I analysen skrev Red Eye Advisory Services även att marknaden för Svenska Rayon AB:s produkter hade försämrats den senaste iden.
År 2002 hade Svenska Rayon AB gått med vinst, men denna lycka blev kortvarig. År 2003 kollapsade läget för Svenska Rayon AB. Bolaget saknade tillräckligt många kunder. I juli 2003 rapporterade Sveriges Radio att Hebi Helth Care AB har sålt Svenska Rayon AB till SRA Intressenter AB. Försäljningen förklarades av att Svenska Rayon AB:s ansträngda likviditet inte hade kunnat vändas. En av orsakerna till detta var, enligt bolaget, de höga råvarupriserna. Svenska Rayon AB:s tillförordnade VD Lennart Ericsson uppgav att  Hebi Health Care AB:s styrelse inte ville skjuta till mer pengar till bolaget, och pekade på problemen från tidigare ägare med underlåtna miljöinsatser och dåligt underhåll. Försäljningen skedde den 27 juli 2003. SRA Intressenter AB var ett dotterbolag till Hebi Intressenter AB. Sveriges Radio rapporterade att El-Sayed, genom försäljningen till SRA Intressenter AB, nu blev 100-procentig ägare av Svenska Rayon AB.
Den 25 augusti 2003 försattes Svenska Rayon AB i konkurs för andra gången i bolagets historia, efter misslyckade försök att göra upp med bank och leverantörer. Bolaget hade stora ekonomiska svårigheter, vilket var en kombination av för lite intäkter från försäljningen och underlåtenheter från tidigare ägare beträffande underhåll och miljöinsatser. Bolaget hade vid denna tidpunkt 180 anställa. Trots konkursen vill dock SRA Intressenter AB stå fast vid köpet. Industrifacket välkomnade att El-Sayed ville köpa tillbaka bolaget. Svenska Rayon AB:s VD Lennart Ericsson meddelade att El-Sayed vill få till stånd en rekonstruktion av bolaget så att verksamheten vid fabriken skulle kunna fortsätta.
I början av hösten 2003 var Svenska Rayon AB var försatt i konkurs. Men El-Sayed fick flera av fordringsägarna att vänta med sina krav. Planerna var att produktionen skulle återupptas i slutet av september 2003. Av de 180 anställda skulle 130 få behålla sina jobb. Bolaget var dock förknippat med eftersatta miljökrav. Historiskt hade Svenska Rayon AB stått för stora utsläpp av zink i Vänern. Även arbetsmiljön hade fortfarande brister. Fabriken var nedgången och underhållet eftersatt. Kontoren var 50 år efter sin tid.

### Nedläggning
I mitten av januari 2004  satte Refaat El-Sayed Svenska Rayon AB i konkurs på nytt. Det var den tredje konkursen i bolagets historia. Men redan den 29 januari 2004 rapporterade Dagens Nyheter att Svenska Rayon AB var räddat. Ännu en gång tog El-Sayed över bolaget genom ett nytt ägande. Under de gångna tio åren hade Refaat El-Sayed köpt Svenska Rayon AB totalt tre gånger, sålt det till sig själv och gjort konkurs två gånger. Samtliga 130 anställda skulle nu erbjudas återanställning. Men hel del investeringar skulle behöva göras i maskinpark och liknande för att återstarta verksamheten. Verksamheten låg vid tidpunkten nere i väntan på en finansiell lösning.
El-Sayed planerade att satsa en del kapital själv och även söka samarbete med de företag som berördes av fabrikens verksamhet. Han skulle dock inte lyckas med sina planer för fabriken. Svenska Rayon AB begärde 65 miljoner kronor i nya banklån för att kunna fortsätta driften, men Nordea sade nej till nya banklån. En nödvändig men dyr satsning på miljöarbete kan ha varit en anledning till att banken drog sig ur affären. Den 15 mars 2004 rapporterade Sveriges Radio Värmland att Svenska Rayon AB:s verksamhet skulle läggas ned och att det innevarande lagret säljas ut. Bolaget lyckades inte hämta sig från sin tredje konkurs. 130 personer förlorade jobbet i nedläggningen. Med underleverantörer inräknade kom nedläggningen att drabba 500 jobb.

### Efter nedläggningen
Hebi Health Care AB åkte på en miljonsmäll efter konkursen i dotterbolaget Svenska Rayon AB. I november 2004 rapporterade Svenska Dagbladet om en tvist mellan Hebi Health Care AB och Akzo Nobel om en kemikalieräkning på flera miljoner. Akzo Nobels fabrik i Skoghall på Hammarön hade leverat natronlut till Svenska Rayon AB:s fabrik i Älvenäs, men inte fått betalt. Hebi Health Care AB hade gått i borgen för sitt dotterbolag i förhållande till Akzo Nobel. Hebi Health Care AB motsatte sig att behöva betala räkningen. Stockholms tingsrätt dömde Hebi Health Care AB att betala sex miljoner kronor till Akzo Nobel.
Ända sedan nedläggningen av Svenska Rayon AB krävde Länsstyrelsen att fabriksområdet i Älvenäs skulle saneras. I augusti 2005 påbörjades en sanering av fabriksområdet. Explosiv kolsvavla transporterade nu bort från området. Totalt skulle 380 ton kemikalier skulle köras från fabriksområdet ner till Köln i Tyskland.
Efter Svenska Rayon AB:s slutliga konkurs sökte Refaat el-Sayed någon att sälja fabriksanläggningen till. I juni 2004 rapporterade Sveriges Radio Värmland att ett italienskt multinationellt företag med miljardomsättning skulle kunna komma att rädda fabriken. Såvitt Sveriges Radio Värmland erfor pågick intensiva förhandlingar mellan Refaat el-Sayeds bolag, som ägde fabriksanläggningen, och det italienska företaget. Den 11 juli 2006 meddelade Sverige Radio Värmland att fabriksanläggningen slutligen var såld för 4 miljoner kronor. Köpare var det två år gamla företaget Packet Friends Trading, med arabiska ägare. Packet Friends Trading hade säte i Dubai och en styrelseordförande i Oslo. Företaget avsåg att hyra ut industrilokalerna och driva företagshotell.
I september 2006 meddelade Sveriges Radio att Länsstyrelsen åtalade bolaget Svenska Fine Chemical AB, tidigare Svenska Rayon AB, för ett misstänkt miljöbrott som ska ha skett när bolaget fortfarande ägde fabriken. Brottet ska ha skett i samband med att en oljecistern tömdes. Det fanns en risk att olja skulle läcka ut i Åsfjorden utanför fabriksområdet.
Våren 2007 krävde Länsstyrelsen att Packet Friends Trading skulle sanera Svenska Rayon AB:s gamla fabriksområde från kemikalier. På fabriksområdet fanns bland annat en stor cistern med svavelsyra och flera bassänger med processkemikalier. Packet Friends Trading tvingades så småningom att betala miljonböter för utebliven miljösanering. Företaget hade uppgett att det hade som affärsidé att sälja maskiner, verktyg och skrot, men i september 2007 stod fortfarande det mesta kvar som innan. Vid tidpunkten var det mesta sig fortfarande likt på fabriksområdet ända sedan Svenska Rayon AB lade ner sin verksamhet. Miljöproblemen på fabriksområdet var stora. En sanering beräknades kosta 15 miljoner kronor.
År 2008 blev företaget VEQ AB från Kristinehamn nya ägare av fabriksanläggningen. Bakom bolaget stod två privatpersoner, Lasse Abrahamsson och Bertil Abrahamsson. VEQ AB avsåg att använda fabriksområdet för en grön transportsatsning och återigen starta en fungerande hamn i fabriksområdet. Bolaget betraktade närheten till E18, järnvägen och hamnen som en knutpunkt.
Efter att VEQ AB tog över fabriksanläggningen påbörjade bolaget den sanering av fabriksområdet som myndigheterna krävde, genom att bland annat tömma bassänger, cisterner och annat som skulle kunna läcka. VEQ AB påbörjade också en rivning av delar av fabriksanläggningen. I samband med en rivning åt 2009 eldhärjades en byggnad. Tömningen av cisternerna på fabriksområdet gick bra, men i samband med tömningen av ett rör inträffade ett oljeläckage och tjockolja rann ut i hamnviken i fabriksområdet. Rddningstjänsten från Karlstad och Kustbevakningen i Göteborg var dock snabbt på plats. Läget var inledningsvis akut, men kom under kontroll. VEQ AB ansvarade därefter för att sanera de resterande oljan, under uppsyn av Länsstyrelsen. I samband med en rivning år 2012 utbröt en brand i en skorsten.

## Statistik

### Antal anställda och produktion i ton 1943–1988
| År   | Antal anställda | Rayonull | Rayonsilke | Rayoncord | Nylonsilke | Stapelfiber | Cord och nylon | Produktion |
| ---- | --------------- | -------- | ---------- | --------- | ---------- | ----------- | -------------- | ---------- |
| 1943 | 467             | 3 367    | -          | -         | -          | -           | -              | -          |
| 1944 | 436             | 7 183    | -          | -         | -          | -           | -              | -          |
| 1945 | 396             | 5 967    | -          | -         | -          | -           | -              | -          |
| 1946 | 423             | 7 377    | -          | -         | -          | -           | -              | -          |
| 1947 | 439             | 11 516   | -          | -         | -          | -           | -              | -          |
| 1948 | 578             | 10 426   | -          | -         | -          | -           | -              | -          |
| 1949 | 782             | 10 911   | 20         | -         | -          | -           | -              | -          |
| 1950 | 1 005           | 11 828   | 491        | -         | -          | -           | -              | -          |
| 1952 | 1 182           | 8 166    | 891        | 1 016     | -          | -           | -              | -          |
| 1954 | 1 235           | 12 002   | 838        | 2 263     | -          | -           | -              | -          |
| 1956 | 1 393           | 16 135   | 1 124      | 3 169     | -          | -           | -              | -          |
| 1958 | 1 245           | 19 109   | 1 475      | 3 004     | -          | -           | -              | -          |
| 1960 | 1 308           | 20 087   | 1 079      | 3 592     | -          | -           | -              | -          |
| 1962 | 1 394           | 22 286   | 1 103      | 4 304     | -          | -           | -              | -          |
| 1966 | 1 212           | 26 713   | -          | 4 527     | 435        | -           | -              | -          |
| 1967 | 1 140           | 30 510   | -          | 4 290     | 550        | -           | -              | -          |
| 1968 | 1 097           | 31 017   | -          | 4 586     | 632        | -           | -              | -          |
| 1969 | 1 144           | 30 198   | -          | 4 507     | 714        | -           | -              | -          |
| 1970 | 1 136           | 30 159   | -          | 4 785     | 1 276      | -           | -              | -          |
| 1971 | 1 174           | 31 839   | -          | 4 575     | 1 270      | -           | -              | -          |
| 1972 | 1 167           | 33 468   | -          | 3 805     | 1 281      | -           | -              | -          |
| 1973 | 1 099           | 33 844   | -          | 3 007     | 1 297      | -           | -              | -          |
| 1974 | 1 042           | -        | -          | -         | -          | 32 700      | 3 600          | -          |
| 1975 | 920             | -        | -          | -         | -          | 18 600      | 2 000          | -          |
| 1976 | 787             | -        | -          | -         | -          | 30 600      | -              | -          |
| 1977 | 740             | -        | -          | -         | -          | 30 100      | -              | -          |
| 1978 | 717             | -        | -          | -         | -          | 35 200      | -              | -          |
| 1979 | 691             | -        | -          | -         | -          | 37 000      | -              | -          |
| 1980 | 658             | -        | -          | -         | -          | 36 500      | -              | -          |
| 1981 | 540             | -        | -          | -         | -          | -           | -              | 33 700     |
| 1982 | 522             | -        | -          | -         | -          | -           | -              | 38 000     |
| 1983 | 526             | -        | -          | -         | -          | -           | -              | 40 000     |
| 1984 | 532             | -        | -          | -         | -          | -           | -              | 40 100     |
| 1985 | 459             | -        | -          | -         | -          | -           | -              | 33 400     |
| 1986 | 432             | -        | -          | -         | -          | -           | -              | 22 400     |
| 1987 | 370             | -        | -          | -         | -          | -           | -              | 22 900     |
| 1988 | 271             | -        | -          | -         | -          | -           | -              | 20 300     |

### Försäljning och resultat i miljoner kronor 1943–1988
| År   | Försäljningsvärde | Omsättning | Nettofakturering | Fakturerad försäljning | Resultat före bokslut |
| ---- | ----------------- | ---------- | ---------------- | ---------------------- | --------------------- |
| 1943 | 9,785             | -          | -                | -                      | -                     |
| 1944 | 49,494            | -          | -                | -                      | -                     |
| 1945 | 33,752            | -          | -                | -                      | -                     |
| 1946 | 39,108            | -          | -                | -                      | -                     |
| 1947 | 31,501            | -          | -                | -                      | -                     |
| 1948 | 32,186            | -          | -                | -                      | -                     |
| 1949 | 28,433            | -          | -                | -                      | -                     |
| 1950 | 36,729            | -          | -                | -                      | -                     |
| 1952 | 42,7              | -          | -                | -                      | -                     |
| 1954 | 59,4              | -          | -                | -                      | -                     |
| 1956 | 74,3              | -          | -                | -                      | -                     |
| 1958 | 78,3              | -          | -                | -                      | -                     |
| 1960 | 79,4              | -          | -                | -                      | -                     |
| 1962 | 88,5              | -          | -                | -                      | -                     |
| 1966 | -                 | 97,4       | -                | -                      | -                     |
| 1967 | -                 | 110,6      | -                | -                      | -                     |
| 1968 | -                 | 110,0      | -                | -                      | -                     |
| 1969 | -                 | 113,0      | -                | -                      | -                     |
| 1970 | -                 | -          | 119,6            | -                      | -                     |
| 1971 | -                 | -          | 129,3            | -                      | -                     |
| 1972 | -                 | -          | 133,7            | -                      | -                     |
| 1973 | -                 | -          | 152,6            | -                      | -                     |
| 1974 | -                 | -          | -                | 195,1                  | +28,6                 |
| 1975 | -                 | -          | -                | 134,4                  | -27,6                 |
| 1976 | -                 | -          | -                | 135,8                  | -32,1                 |
| 1977 | -                 | -          | -                | 172,4                  | -20,6                 |
| 1978 | -                 | -          | -                | 218,0                  | -25,3                 |
| 1979 | -                 | -          | -                | 230,4                  | -19,1                 |
| 1980 | -                 | -          | -                | 239,5                  | +0,1                  |
| 1981 | -                 | -          | -                | 270,7                  | +0,1                  |
| 1982 | -                 | -          | -                | 350,5                  | -0,9                  |
| 1983 | -                 | -          | -                | 414,4                  | -1,2                  |
| 1984 | -                 | -          | -                | 384,0                  | -17,1                 |
| 1985 | -                 | -          | -                | 402,7                  | -38,2                 |
| 1986 | -                 | -          | -                | 285,5                  | -6,4                  |
| 1987 | -                 | -          | -                | 271,0                  | +13,4                 |
| 1988 | -                 | -          | -                | 259,1                  | +9,3                  |

## Fabriksomådet idag
Idag används fabriksområdet och de gamla fabrikslokalerna bland annat av Älvenäs Industrihotell som drivs av Pescator AB samt av Rölunda Produkter AB som bedriver handel med jordprodukter och gödsel. Rölunda Produkter AB annonserade år 2013 en stor satsning på sin anläggning i Älvenäs.
Fabriksområdets hamn öppnades för sjöfart efter de rivningar som genomfördes år 2009 och drivs idag av företaget Älvenäs Hamn AB. Älvenäs Hamn AB ägdes per år 2023 av bolaget VEQ AB, som i sin tur köpte fabriksanläggningen år 2008.
Hamnen ansökte år 2019 om att få ta emot större fartyg. Hamnområdet är cirka 50 000 kvadratmeter stort och har en cirka 100 meter lång kaj. Älvenäs Hamn AB ser också möjligheter att utveckla järnvägstransporterna från hamnen. Från hamnen finns ett äldre industrispår upp till Vålberg, för anslutning vidare.

## Svenska Rayon-aktiebolaget i film
- Kortfilmen "Ivar Andersson får en idé : en sann berättelse ur livet" från år 1943 handlar om historien runt KF och Textilindustrins beslut att etablera en cellullfabrik i Älvenäs. Filmen producerades av AB Svensk Filmindustri.[85][86]
- Kortfilmen "Rayon-bolaget : bygger ny fabrik och utökar sin tillverkning med rayonsilke och cord" från år 1956 handlar om utbyggnaden av fabriken. Filmen producerades av AB Sandrews.[87]

Tillsammans visar de två filmerna de olika turerna kring beslut och byggande cellullfabriken och silkes- och cordfabriken och de kringliggande bostadsområdena i Älvenäs. De två filmerna har idag digitaliserats av Nors Hembygdsförening.

## Museum

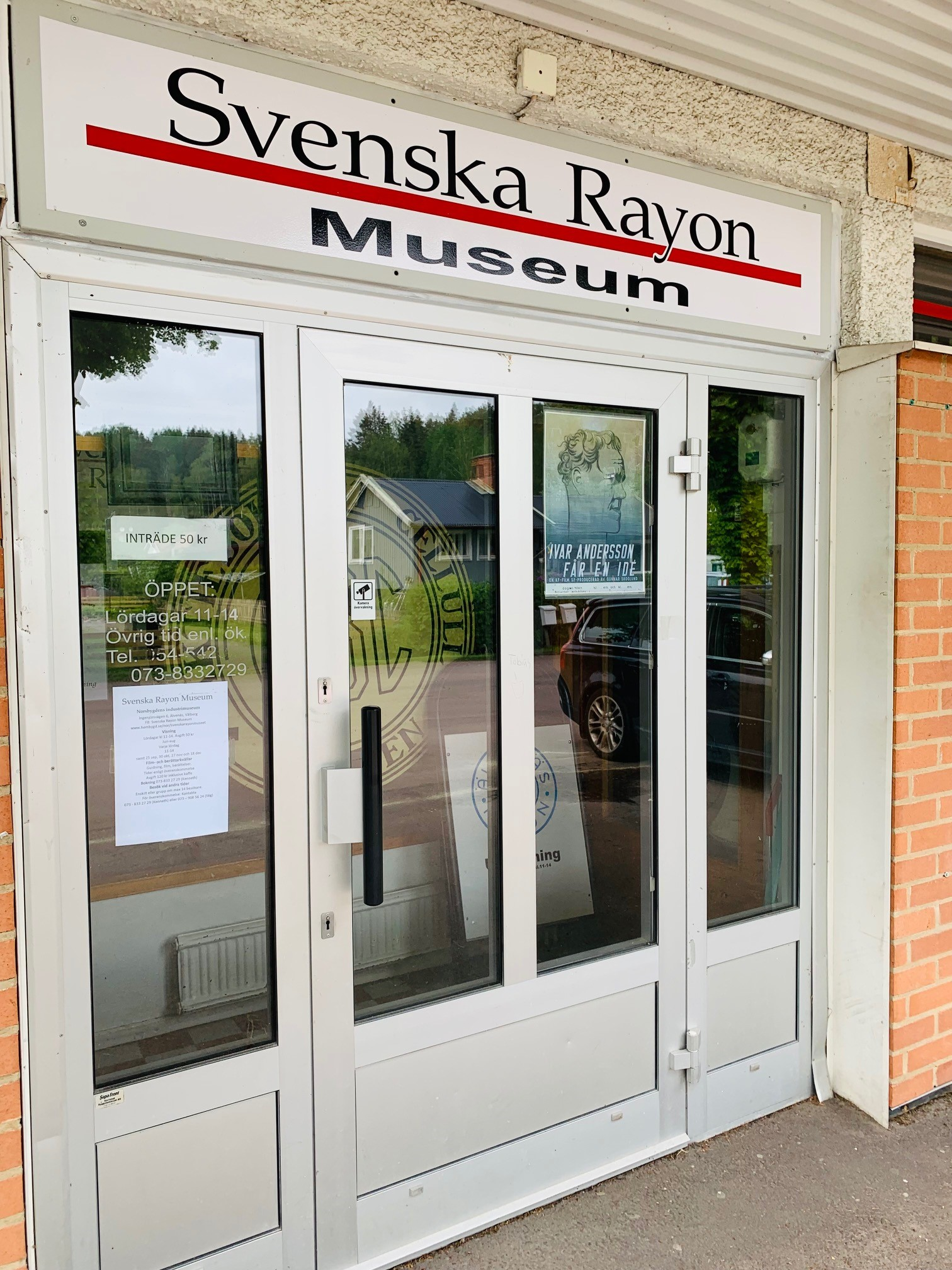
Svenska Rayon Museum.

År 2011 öppnade ett museum om Svenska Rayon AB i Älvenäs.  Museet visar en utställning om Svenska Rayon AB och samhällsbygget i Älvenäs, där en unik del i den svenska industrihistorien lyfts fram. Svenska Rayon Museum är beläget i bygdens gamla affärscentrum, på Ingenjörsvägen 6 i Älvenäs. Museet drivs av Nors Hembygdsförening.
Utställningen har ställts i ordning av Rayongruppen inom Nors Hembygdsförening. Många medlemmar i Rayongruppen är före detta anställda vid Svenska Rayon AB. Till utställningen har hämtats bland annat material och dokument direkt från fabrikslokalerna. Utställningen innehåller många föremål, bilder och berättelser från både fabriken och det samhälle som växte upp runt fabriken. Museet kan på begäran anordna film- och berättarkvällar och gruppbesök.